# هوارد ر. باول
هوارد ر. باول (بالإنجليزية: Howard Paul)‏ هو عسكري أمريكي، ولد في 15 نوفمبر 1960.